# ناحیه دیامر
ناحیه دیامر (اردو: ضلع دیامر، انگلیسی: Diamir district) یکی از ناحیه‌های پاکستان در پاکستان است که در گلگت-بلتستان، بخش(دویژن) دیامر واقع شده و مرکز آن چلاس است.